# Per Frick
Per Samuel Frick (Kil, 14 aprile 1992) è un calciatore svedese, attaccante dell'Elfsborg.

## Carriera

### Club
Nato a Kil, nel 2004 si è spostato di qualche chilometro per giocare nella vicina Karlstad, prima nelle giovanili e poi in prima squadra nel quinto campionato nazionale.
Nell'estate del 2009 viene prelevato dall'Elfsborg ma, complice la giovane età, in quattro anni ha giocato solo una partita (il 26 agosto 2012 sul campo dell'Häcken, debutto in Allsvenskan).
Nella seconda parte della stagione 2013 viene mandato in prestito al Falkenberg, dove con 7 gol in 15 partite contribuisce alla prima promozione in Allsvenskan nella storia del club.
Rientrato all'Elfsborg l'anno successivo, inizia a ritagliarsi i primi spazi da titolare, per poi trovare stabilmente spazio nelle annate seguenti.

### Nazionale
Ha giocato nelle nazionali giovanili svedesi Under-17 ed Under-21.
Nel 2017 ha realizzato una rete in 2 presenze con la maglia della nazionale maggiore svedese.

## Palmarès

### Club

#### Competizioni nazionali
- Allsvenskan: 1

Elfsborg: 2012
- Coppa di Svezia: 1

Elfsborg: 2013-2014